# José Antonio Carrillo de la Plata
José Antonio Carrillo de la Plata ; conocido como José A. Carrillo,  (Granada, 29 de diciembre de 1969) es un matemático español.

## Carrera
Es conocido  por sus contribuciones en ecuaciones diferenciales parciales aplicadas, análisis numérico, sistemas de muchas partículas y teoría cinética. Sus trabajos hacen uso de métodos de análisis funcional, cálculo de variaciones, transporte óptimo y descenso del gradiente y métodos de entropía . Desde 2020 es profesor de ecuaciones diferenciales parciales no lineales en el Instituto de Matemáticas de la Universidad de Oxford y Tutorial Fellow en The Queen's College (Oxford). Anteriormente fue presidente de Análisis Numérico y Aplicado en el Departamento de Matemáticas del Imperial College de Londres (Reino Unido) desde  2012 hasta 2020. Presidente del Comité de Matemáticas Aplicadas de la Sociedad Matemática Europea durante el período 2014-2017. Profesor de Investigación ICREA en la Universidad Autónoma de Barcelona de 2003 a 2012, Ocupó cargos en la Universidad de Granada y la Universidad de Texas en Austin, Estados Unidos durante los años 1992–2003. Fue reconocido con el premio SeMA (2003)  y el premio GAMM Richard Von-Mises (2006)  para jóvenes investigadores. Fue titular de la beca Wolfson de la Royal Society  durante el período 2012-2017.
Investigador Altamente Citado en los años 2015, 2016, 2017, 2018, 2019 y 2020.  En 2018, fue elegido miembro de la Academia Europea de Ciencias,  y nominado como académico visitante de Changjiang (2018-2021) por el Ministerio de Educación de la República Popular China .  Miembro de la Sociedad de Matemáticas Industriales y Aplicadas (2019)  por sus contribuciones a las matemáticas aplicadas en dinámica de partículas complejas y su servicio a la Comunidad de Matemáticas Aplicadas de la Sociedad Matemática Europea . Miembro de la Academia Europea de Ciencias  desde 2018, miembro correspondiente de la Real Academia de Ciencias de España  en 2021 y Miembro de la Academia Europaea en 2023. Ha recibido la Medalla Echegaray 2022 que otorga la Real Academia de Ciencias de España.

## Investigación y carrera
Licenciado en Matemáticas (1992) e Informática (1992) por la Universidad de Granada. Doctor por la Universidad de Granada dirigido por el Prof. Juan Soler con su tesis titulada “Estudio de soluciones débiles del sistema de Vlasov-Poisson-Fokker-Planck”. 

### Trabajo matemático
Es autor de más de 200 artículos sobre ecuaciones diferenciales parciales . Ha realizado contribuciones a la comprensión del comportamiento asintótico y cualitativo de soluciones a ecuaciones de difusión no lineal mediante el uso de métodos de entropía y técnicas de flujo de gradiente. Obtuvo resultados sobre la convergencia exponencial al equilibrio de la ecuación del medio poroso utilizando un análogo del método de Bakry-Émery.  También ha trabajado en modelos cinéticos y difusivos en biología matemática que describen la quimiotaxis, el comportamiento de agrupamiento y enjambre de agentes interactuantes, así como en neurociencia computacional. Realizó contribuciones a la clasificación del comportamiento asintótico de las soluciones del modelo Patlak-Keller-Segel para la agregación de células en sistemas biológicos.

### Premios y distinciones
- Premio SeMA ( es:Sociedad Española de Matemática Aplicada ) Joven Investigador, 2003. [2]
- Premio Richard von Mises de la Asociación Internacional de Matemáticas Aplicadas y Mecánica (GAMM), 2006. [3]
- Premio al mérito en investigación Wolfson de la Royal Society, 2012.
- Premio de elección académica estudiantil (SACA) a la mejor supervisión, Imperial College London, 2016. [10]
- Investigador Altamente Citado en los años 2015, 2016, 2017, 2018, 2019 y 2020. [4]
- Miembro de la Academia Europea de Ciencias, 2018. [5]
- Miembro de la Sociedad de Matemáticas Industriales y Aplicadas, 2019. [7]
- Miembro Extranjero de la Real Academia de Ciencias de España, 2021 . [11]
- Medalla Echegaray, otorgada por la Real Academia de Ciencias de España . , [8] 2022.
- Miembro de la Academia Europaea 2023.

### Política científica
Miembro del Comité de Política Científica y del Consejo Asesor Científico de la Sociedad de Científicos Españoles en el Reino Unido (SRUK/CERU).  Contribuyó al Informe de Política Científica de SRUK/CERU con motivo de las Elecciones Generales españolas de 2015. 